# Louis Trabuc
Louis Trabuc (Marsiglia, 2 agosto 1928 – Manosque, 23 febbraio 2008) è stato un pittore francese.
Partecipò alla Biennale di Parigi del 1959.

## Biografia
- 1944: Ecole des Beaux Arts de Marseille
- 1949: Prix Claverie
- 1950: Prix Stanislas Torrents
- 1950: Prix de la Jeune Peinture
- 1951: Exposition de groupe Galerie Chave à Vence
- 1952: Salon des Moins de Trente Ans avec Jean Arène, Trofimoff, Zutter
- 1953: Galerie Lucien Blanc à Aix-en-Provence
- 1954 à 1960: Galerie Spinazzola à Aix-en-Provence
- 1956: Prix de l'UMAM à Nizza
- 1956: Galerie de Seine à Parigi
- 1957: Galerie Drouand David à Paris
- 1958: Exposition de groupe: Quinzaine de Sydney (Australie)
- 1959 - 1961: Biennale de Paris
- 1963: Exposition Les peintres témoins de leur temps à Paris
- 1965 à 1967: Galerie Spinazzola à Aix-en-Provence
- 1965: Prix de la ville d'Orange (Vaucluse)
- 1966: Galerie Le Breton a Marsiglia
- 1969: Galerie Pinelli a Marsiglia
- 1970: Galerie Le Clou à Forcalquier (Alpes-de-Haute-Provence)
- 1970: Bicentenaire de Beethoven à Lauris (Vaucluse) - Décoration du village
- 1972 à 1976: Biennale Musée Granet à Aix-en-Provence
- 1972 à 1975: Salon d'été à Sauveterre
- 1973 à 1985: Galerie La salle basse à Martigues
- 1975: Salon de Noël à Aubagne
- 1977: Galerie Au Grenier d'Abondance à Salon-de-Provence
- 1979: Galerie du Palais a Marsiglia
- 1981: Biennale internationale d'art contemporain à Brest
- 1981: Salon d'Allauch
- 1983 à 1985: Galerie La Maison Portugaise a Marsiglia
- 1984: Exposition de groupe à Carpentras (Vaucluse)
- 1984: Salon d'Art Contemporain à Sorgues (Vaucluse)
- 1985 à 1991: La Galerie à Fontvieille (Bouches-du-Rhône)
- 1986: Festival de peinture à Aix-en-Provence
- 1987: Galerie de l'Oranger au Vieux Cannet (Var)
- 1989: Galerie l'Atelierà Aix-en-Provence
- 1989 - 1992: Galerie Aillaud Serre à Cornillon Confoux (Bouches-du-Rhône)
- 1990: Galerie du Palais Royal à Nizza
- 1992: Exposition Peintres en Provence - Rotary Club à Salon-de-Provence

Le sue opere fanno parte di musei importanti in Francia negli Stati Uniti e in Brasile.
- Musée d'art moderne de la ville de Paris
- Conseil Général des Bouches-du-Rhône
- Musée cantini de la ville de Marseille